# Alfabeto muto

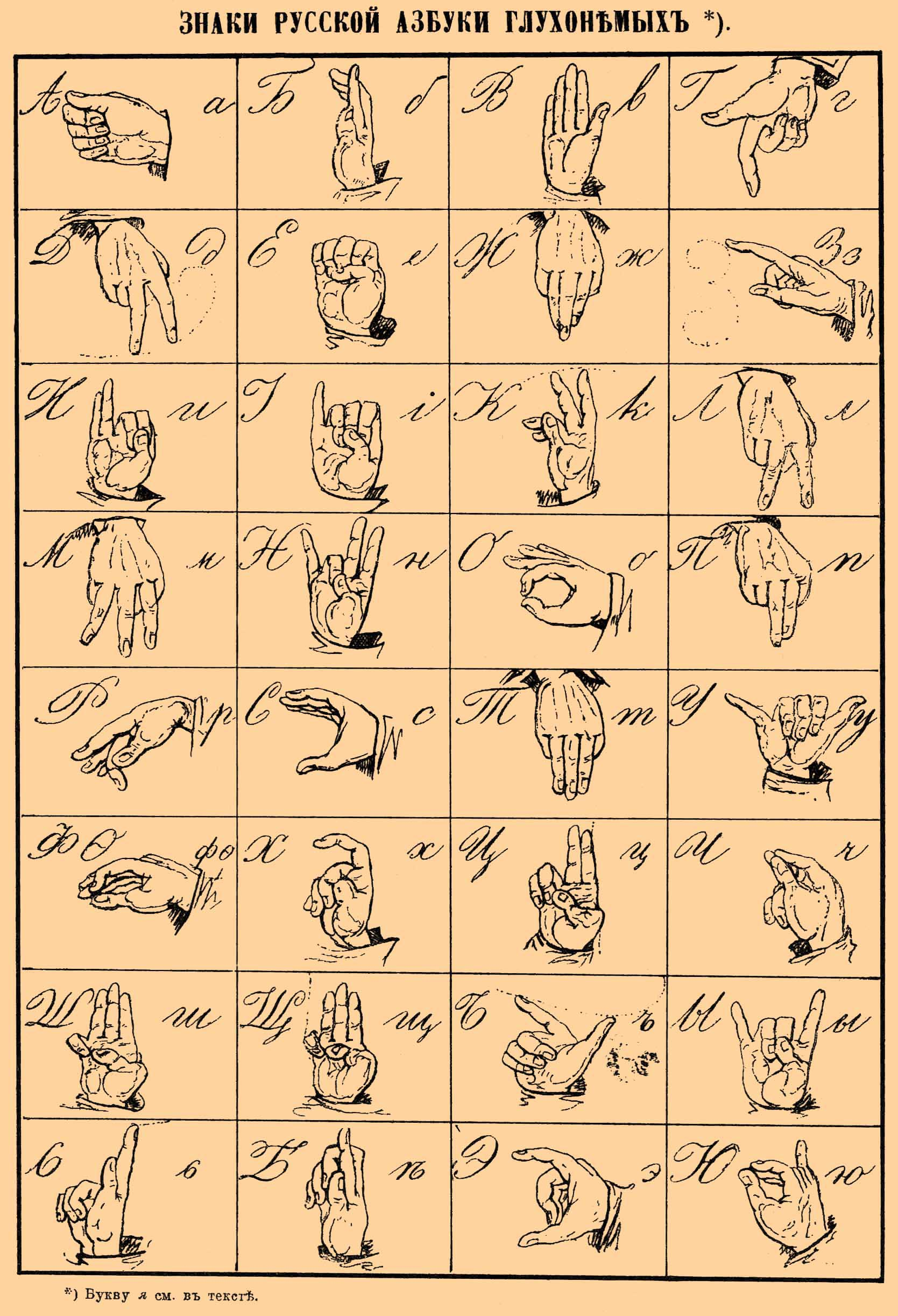
La dattilologia della lingua dei segni russa, del Brockhaus and Efron Encyclopedic Dictionary, del 1890

L'alfabeto muto o alfabeto manuale, o dattilologia, serve ai sordi per rappresentare tramite segni le lettere dell'alfabeto nel caso in cui sia necessario comunicare nomi propri non conosciuti o difficili da esprimere o comunque parole di cui non sia noto il corrispondente segno nella propria lingua dei segni (nel caso italiano la lingua dei segni italiana o LIS).

## Storia

### In Italia
Il vecchio alfabeto manuale italiano venne inventato da Padre Ottavio G.B. Assarotti a Genova ed è ancora diffuso soprattutto presso i bambini udenti e i sordi più anziani. Attualmente è in ascesa l'uso dell'alfabeto manuale internazionale di cui esistono varianti in ogni singola comunità.

## Dattilologie

### Dattilologia americana
Nella dattilologia americana ha delle differenze con la T e la S. Il primo viene messo in mezzo formando una T storpia, mentre nel secondo in un pugno con il pollice messo in mezzo.

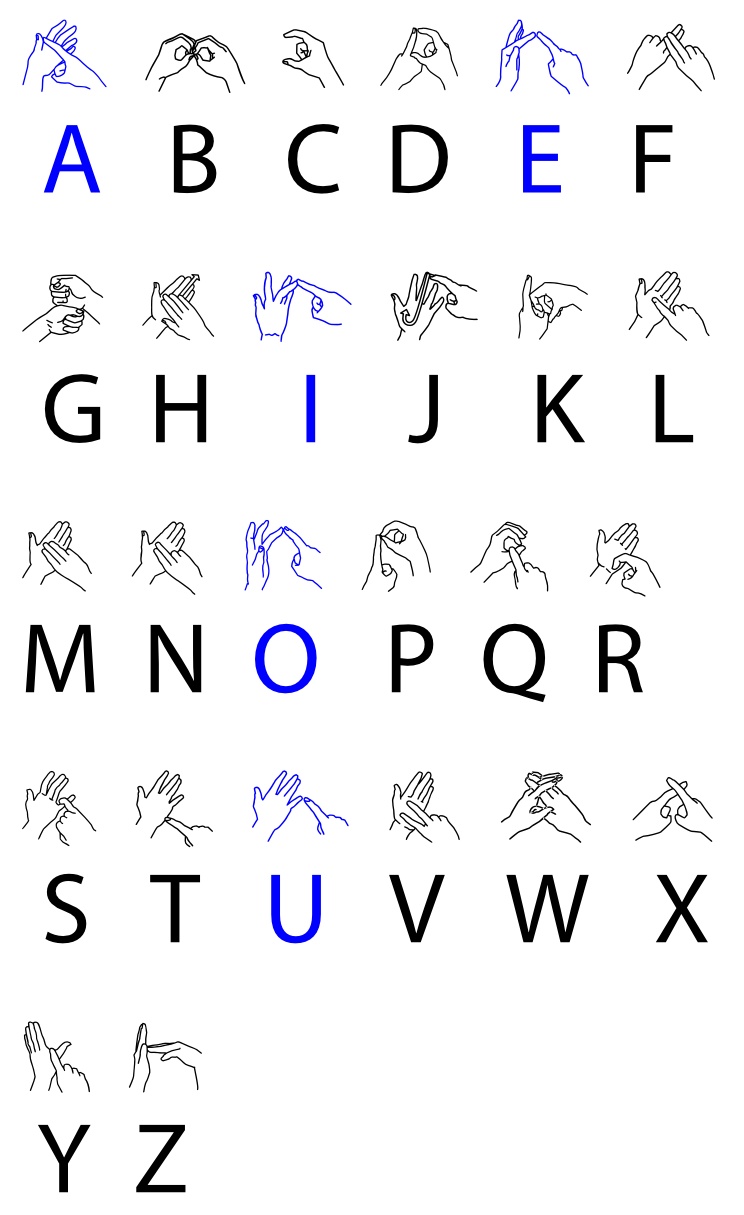
L'alfabeto manuale del British Sign Language (Lingua dei segni britannica)

### Dattilologia francese
Ha dei segni in più: â, ê, ç.

### Dattilologia italiana
La dattilologia italia è simile a quello internazionale, tranne la S, che ha il dito del pollice puntato verso l'esterno.